# Euphoria (film, 2017)
Pour les articles homonymes, voir Euphoria.
Pour plus de détails, voir Fiche technique et Distribution.
Euphoria est un film dramatique suédo-britannico-allemand écrit et réalisé par Lisa Langseth. Il a été projeté dans la section Plate-forme du Festival international du film de Toronto 2017.

## Synopsis
Deux sœurs, Inès (Alicia Vikander) et Émilie (Eva Green), se retrouvent après plusieurs années de séparation.

## Fiche technique
- Titre : Euphoria
- Réalisation : Lisa Langseth
- Scénario : Lisa Langseth
- Musique : Lisa Holmqvist
- Photographie : Rob Hardy (en)
- Musique :  Lisa Holmqvist
- Montage : Dino Jonsäter
- Production : Patrik Andersson
- Sociétés de production : B-Reel, Dancing Camel Films, SF Studios, Vikarious Productions
- Pays de production :  Suède,  Royaume-Uni,  Allemagne
- Langue : anglais
- Genre : Drame
- Durée : 98 minutes
- Date de sortie : 2 février 2018 (Suède)

## Distribution
- Alicia Vikander : Ines
- Eva Green : Émilie
- Charlotte Rampling : Marina
- Charles Dance : Mr. Daren
- Adrian Lester : Aron
- Mark Stanley : Brian
- August Zirner : Franck
- Katja Brenner : Nurse

## Production
La début de production du film aurait été prévu en décembre 2013 pour une sortie initiale en 2015. Dans une interview début 2016, Langseth a confirmé que son troisième long métrage traiterait du phénomène croissant de l'aide au suicide en Europe et qu'il était décrit comme se déroulant dans une "clinique d'euthanasie fictive".
Le 6 mai 2016, il a été annoncé qu'Alicia Vikander et son agent basé à Londres, Charles Collier, avaient lancé Vikarious Productions. Le premier long métrage de la compagnie devait être Euphoria, réalisé par Langseth et mettant en vedette Vikander et Green dans les rôles principaux de sœurs.
En juin, il a été rapporté que Charlotte Rampling avait rejoint le casting dans un rôle non précisé puis Charles Dance, Adrian Lester et Mark Stanley en août.